# Lena Leander
Lena Marianne Leander, född 29 april 1942 i Uppsala, död 31 juli 1993 i Stockholm, var en svensk arkitekt.
Leander, som var dotter till docent Franz Bárány och läkaren Mia Bárány, utexaminerades från Kungliga Tekniska högskolan 1966 och från Kungliga Konsthögskolan 1974. Hon var anställd hos FFNS arkitektgrupp 1965–1968, på Forsman-Snellman arkitektkontor 1969–1972, som planarkitekt, senare biträdande länsarkitekt, på planavdelningen vid länsstyrelsen i Stockholms län från 1972. Hon var styrelseledamot i Svenska Arkitekters Riksförbund 1983–1984 och i Länsarkitektföreningen 1983–1986.